# Partido judicial de Torrelavega
El partido judicial de Torrelavega es uno de los ocho en los que se divide la comunidad autónoma de Cantabria, creado en 1988 mediante la Ley 38/1988, de 28 de diciembre, de Demarcación y de Planta Judicial, como número uno, tanto de los siete en los que se dividió inicialmente Cantabria, como posteriormente con la creación del octavo partido judicial.
Está conformado por siete juzgados de primera instancia e instrucción.

## Ámbito geográfico
| Partido Judicial | Capital de partido | Municipios que comprende |
| ---------------- | ------------------ | --- |
| 1                | Torrelavega        | Alfoz de Lloredo, Anievas, Arenas de Iguña, Bárcena de Pie de Concha, Cabezón de la Sal, Cabuérniga, Cartes, Cieza, Los Corrales de Buelna, Mazcuerras, Miengo, Molledo, Polanco, Reocín, Ruente, San Felices de Buelna, Santillana del Mar, Suances, Los Tojos y Torrelavega |